# جو ماكنتاير
جو ماكنتاير (بالإنجليزية: Joe McIntyre)‏ هو لاعب كرة قدم بريطاني في مركز ظهير ‏، ولد في 19 يونيو 1971 في مانشستر في المملكة المتحدة. لعب مع مانشستر يونايتد.